# 卢克·卡斯泰尼奥
卢克·卡斯泰尼奥（Luc Castaignos)，出生于1992年9月27日，是一名荷兰足球运动员，司职前锋，目前效力于K聯賽1球队慶南FC。

## 球员生涯

### 飛燕諾
2007年，荷兰飛燕諾从一个叫Spartaan '20的小球队中签入了卡斯泰尼奥。2008年10月30日，卡斯泰尼奥与飛燕諾签署了自己的第一份职业合同，为期两年。其在2009年欧洲U17足球锦标赛表现异常出色，并于2009-2011两个赛季的荷甲联赛中总共出场34次打入15球，开始受到众多欧洲豪门的关注。

### 国际米兰
2011年7月，国际米兰以300万欧元的价格从飛燕諾队签入卡斯泰尼奥。8月6日在中国北京国家体育场进行的2011年意大利超级杯中，卡斯泰尼奥在第82分钟替换奥比上场，完成了自己代表国米在正式比赛中的首秀。11月27日意甲联赛国米客场1:0战胜锡耶纳的比赛中，卡斯泰尼奥攻入了代表国米出战的首粒入球。

## 外部連結
- Luc Castaignos-UEFA.com （页面存档备份，存于）